# Ascochyta microspora
Ascochyta microspora är en svampart som beskrevs av Trail 1887. Ascochyta microspora ingår i släktet Ascochyta, ordningen Pleosporales, klassen Dothideomycetes, divisionen sporsäcksvampar och riket svampar.   Inga underarter finns listade i Catalogue of Life.